# Ministère des Océans et de la Pêche
Le Ministère des Océans et de la Pêche est une division ministérielle du gouvernement de la Corée du Sud. Spécialisé dans les problématiques touchant les affaires maritimes et la pêche, ce ministère assure notamment la sécurité maritime, la protection de l'environnement marin, le développement de ports de plaisance et de ports de pêche, la promotion des activités de loisirs maritimes ou la recherche sur l'utilisation des ressources marines du pays. 

## Histoire
Après la dissolution du gouvernement militaire de l'armée des États-Unis en Corée et l'établissement de la première république sud-coréenne, les problématiques liées aux affaires maritimes sont confiées au ministère des Transports, tandis que les activités de pêche sont reliées au ministère du Commerce, avant d'être changé en 1961 sous le gouvernement de Park Chung-hee. Durant les trente cinq années suivantes, les différentes fonctions du ministère actuel sont reparties dans différentes organisations, jusqu'en 1996, avec la création du ministère des Affaires maritimes et de la Pêche. Le siège du ministère est alors situé au 140-2 Kye-Dong, dans l'arrondissement de Jongno-gu, à Séoul.  
En 2008, le ministère des Affaires maritimes et de la Pêche est dissous sous le gouvernement de Lee Myung-bak, les activités maritimes étant reliées au ministères du Territoire, des Transports et des Affaires maritimes tandis que les activités liées à la pêche sont rattachées au ministère de l'Agriculture, de la Sylviculture et de la Pêche.   
En 2013, à la suite d'une réorganisation gouvernementale organisée par la présidente Park Geun-hye, le ministère des Océans et de la Pêche est créé. Son siège actuel est situé au 94 Dasom-2 ro, dans la ville de Sejong.   

## Organisation et actions

### Missions et attributions
Ce ministère est dirigé par un ministre, directement secondé par un vice ministre et par un porte-parole. Son principal objectif est d'assurer la politique maritime et côtière de la Corée du Sud, de superviser toutes les activités de pêche, dont l'aquaculture et l'export de marchandises,, luttant notamment contre la pêche intensive ou exercée de manière illégale ou de gérer les activités des gardes-côtes de Corée du Sud. Il a également pour but de dédommager les victimes de catastrophes naturelles, tel que le naufrage du Sewol et d'autres catastrophes pétrolières, comme la fuite du Hebei Spirit.  

### Organisation
Le ministère possède des succursales à Pusan, Incheon, Yeosu, Masan, Donghae, Gunsan, Mokpo, Pohang, Pyongtaek, Ulsan et Daesan. D'autres bâtiments officiels dépendent également du ministère des Océans et de la Pêche, comme l'Institut National des Sciences de la Pêche ou l'Agence hydrographique et océanographique de Corée.

## Ministres notables
- Roh Moo-hyun, ancien Président sud-coréen et ministre des Affaires Maritimes et de la Pêche en 2001[8].
- Yoon Jin-sook, ministre évincée après ses réactions controversées aux marées noires de 2014[9].